# Castro do Poio
O Castro de Poio é um sítio arqueológico localizado na freguesia de Covas do Barroso, no município de Boticas, no Distrito de Vila Real, em Portugal.
Encontra-se localizado a uns 400m a jusante da ponte nova que atravessa o rio pela estrada de Covas ao Couto de Dornelas.

## Descrição Arqueológica
Povoado fortificado de médias/grandes dimensões, localizado num grande cabeço em esporão de pedra de xisto sobre a ribeira do Couto, numa espécie de promontório arredondado. Tem uma deficiente implantação estratégica, estando encravado no fundo do vale e com uma reduzida amplitude visual em redor, mas apresenta boas condições de defesa natural, estando rodeado por um apertado meandro da ribeira do Couto por todos os lados menos no colo do esporão, do lado Nordeste. Toda a zona do povoado se encontra coberta por um denso matagal, não sendo possível fazer uma adequada observação das suas características.
O castro tem três muralhas. A primeira, no fundo da ladeira, fica a uns 10 a 12 metros acima da margem esquerda do rio; tem 1,70 m de largura; parte do fosso do lado N, abraça a base do promontório e vai desembocar no fosso sensivelmente à mesma distância do rio. A segunda muralha também com 1,70 m de largura, na linha nordeste sudoeste fica 30m acima da anterior e segue em arco de ferradura, mais ou menos paralelo à primeira muralha num comprimento de 150 a 200 metros. Começa e acaba como a anterior, pelas duas portas no fosso. A terceira muralha na linha NE-SO fica 50m acima da segunda. Mais acima da plaina do topo do monte, esta terceira muralha estreita a 1m de largura onde se distinguem três anéis de pedras amontoadas que devem corresponder a outras tantas casas circulares.
Na entrada, sobre o colo de acesso, nota-se claramente a existência de um derrube de muralha, sobranceiro a um fosso, muito prenchido por mato e de difícil observação. Ainda nesta zona exterior, ao lado do fosso, nota-se a existência de algumas aglomerações de pedras e eventuais estruturas, cujo significado não foi possível perceber, nem se terão ou não relação com o povoado. Uma adequada prospecção no interior não foi possível, mas é perceptível a presença de uma vasta plataforma interna aplanada, onde em alguns pontos se percebe a existência de derrubes e aglomerações de pedras. Não foi possível averiguar se a muralha rodeia o povoado na íntegra, mas em ortofotomapa percebe-se claramente a existência de um talude por todos os lados, formando um recinto alongado de forma trapezoidal, quase elíptica, com um comprimento de aproximadamente 140 metros e uma largura de uns 70 metros. Também em ortofotomapa se percebe difusamente a existência de mais um ou dois taludes na vertente Noroeste, voltada à Ponte Nova, que eventualmente poderão ser mais linhas de muralha, delimitando recintos secundários. Há aliás referências bibliográficas que apontam para a existência de 3 linhas de muralha do lado do rio. Não se encontraram materiais de superfície, mas uma cronologia da Idade do Ferro parece segura. Há também referências ao aparecimento de estruturas circulares no interior, o que é confirmado pela população local, e também se refere a existência de construções rectangulares, o que poderia eventualmente indicar uma ocupação em época romana ou medieval.